# Beawar
Beawar (Hindi ब्यावर Byāvar; auch Nayanagar) ist eine Stadt (Municipal Council) im indischen Bundesstaat Rajasthan.
Sie hatte beim Zensus 2011 rund 145.000 Einwohner und liegt im Distrikt Ajmer. Die Handelsstadt liegt im Aravalligebirge.

## Geschichte
Beawar ist für indische Verhältnisse eine recht junge Stadt. Sie wurde 1835 durch den britischen Colonel Dixon an einem strategisch günstig liegenden Ort (nahe der Fürstenstaaten Jaipur, Marwar und Udaipur) gegründet. 1901 hatte der Ort 21.928 Einwohner. Der Name der Stadt kann auf ein Dorf namens „Beawar Khas“ zurückgeführt werden.

## Wirtschaft
Die Stadt ist bekannt für ihre Baumwollherstellung. Zu den Industriebetrieben gehören Nahrungsmittelproduktion und die Zementfabrik Shree Cement Ltd.
Der nächstliegende Flughafen befindet sich 180 km entfernt in Jaipur.

## Politik
Beawar stellt zurzeit (2010) einen Abgeordneten im indischen Unterhaus. Shankar Singh Rawat gehört der Indischen Volkspartei an.